# Nicolaus de Aquis
Nicolaus de Aquis (* im 14. Jahrhundert; † im 15. Jahrhundert) war  Domherr in Münster.

## Leben
Über die Herkunft des Nicolaus von Aquis gibt die Quellenlage keinen Aufschluss. Ebenso wenig ist sein Wirken überliefert. Papst Bonifatius IX. erteilte am 25. November 1399 den Auftrag, dessen Verzicht auf die Dompräbende mit fünfundzwanzig Mark an jährlichen Einkünften entgegenzunehmen und dem Hermann von Wevort zu übertragen. Am 31. März 1402 verzichtete de Aquis endgültig auf seine Pfründe.